# Coulazou
Le Coulazou est une rivière, coulant dans le département de l'Hérault, en région Occitanie, affluent de la Mosson, sous-affluent du Lez.

## Géographie
De 28,8 kilomètres de longueur, le Coulazou prend sa source sur la commune de La Boissière, à la Font d'Ombras à 205 m d'altitude; il se jette dans la Mosson, sous l'oppidum de La Roque.
Le Coulazou traverse l'ex-RN 113 à hauteur de la pépinière de Launac grâce à un pont voûté ; un repère y indique l'altitude : 46 mètres. Lors de son confluent avec le Coulazou, l'altitude n'est plus que de 13 mètres.  À noter que sur une des piles du pont du Coulazou, à son passage sous l'ex RN 113, une marque rouge qui s'estompe avec le temps, indique une altitude de 20 mètres.

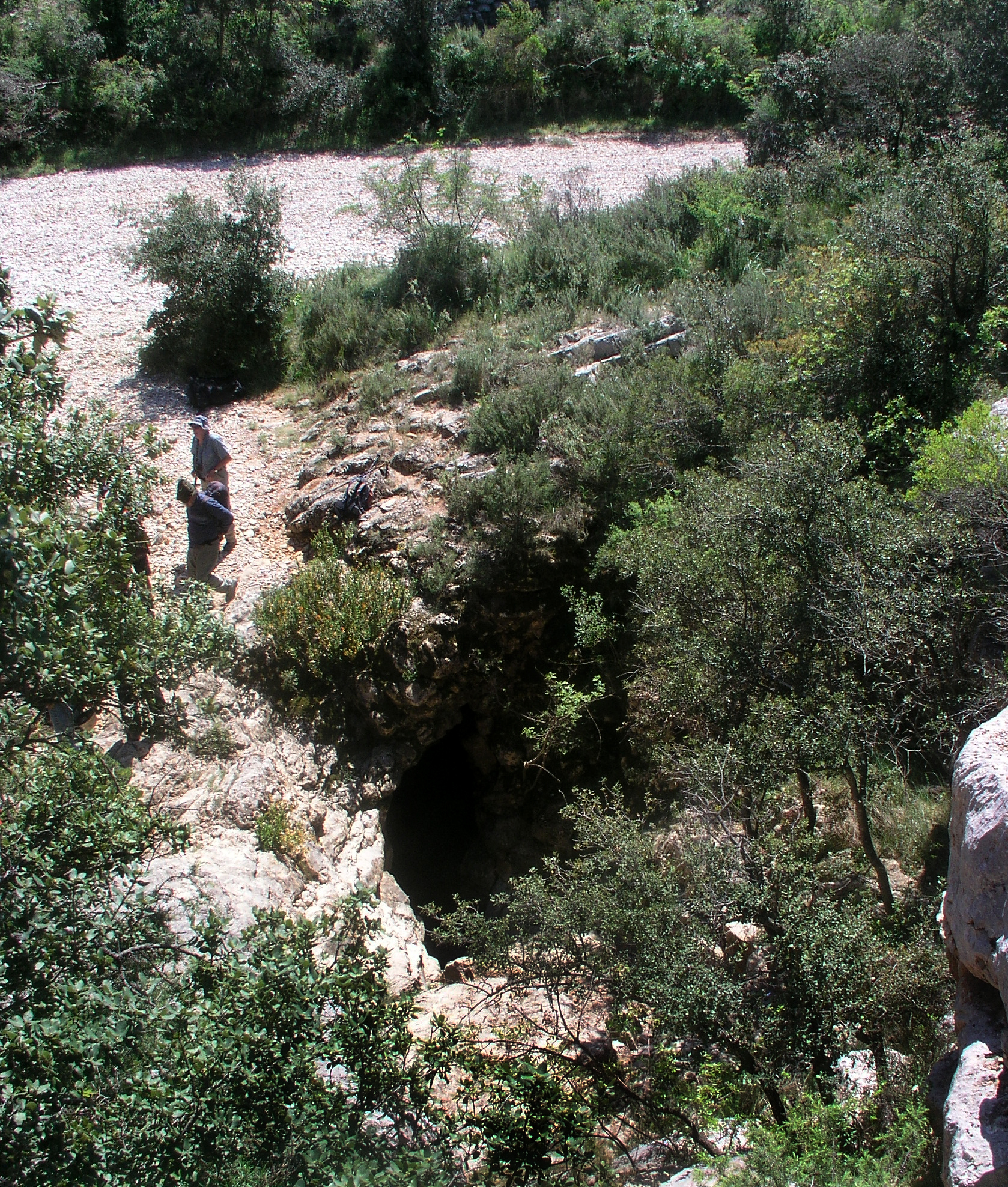
Le puits de l'Aven est une émergence fonctionnant lors des crues.

Comme certains cours d'eau de la région, la rivière a également un cours souterrain (relief calcaire) dont une émergence, le puits de l'Aven, se situe en amont de Cournonterral.

### Communes et cantons traversés
Dans le seul département de l'Hérault le ruisseau du Coulazou traverse cinq communes et deux cantons. Les communes traversées, dans le sens amont vers aval, sont : La Boissière (source), Saint-Paul-et-Valmalle, Cournonterral, Pignan, Saussan, Fabrègues (confluence).
En termes de cantons, le Coulazou prend source dans le canton d'Aniane et conflue dans le canton de Pignan, dans les deux arrondissement de Lodève et de Montpellier.

### Bassin versant
Le Coulazou traverse une seule zone hydrographique Ruisseau du Coulazou (Y313) de 110 km2 de superficie. Ce bassin versant est constitué à 66,61 % de « forêts et milieux semi-naturels », à 29,06 % de « territoires agricoles », à 4,38 % de « territoires artificialisés ».

## Affluents
Le ruisseau du Coulazou a neuf affluents référencés :
- ruisseau des Cavaliers (rd)
- ruisseau de Prade (rd), avec un affluent :
  - le ruisseau du Valladas,
- ruisseau des Hubats (rd)
- ruisseau de la Grande Combe (rd)
- ruisseau de Révirades (rg)
- ruisseau de Combe Escure (rd)
- ruisseau de Pisse-Saumes (rd)
- ruisseau du Merdanson (rd), avec un affluent :
  - le ruisseau du Pontel,
- ruisseau de l'Aigarelle ou de l'Aigaréla ou de la Garelle (rd), naît sur la commune de Cournonsec avec un affluent :
  - le ruisseau des Fontaines,

### Rang de Strahler
Donc son rang de Strahler est de trois.

## Hydrologie

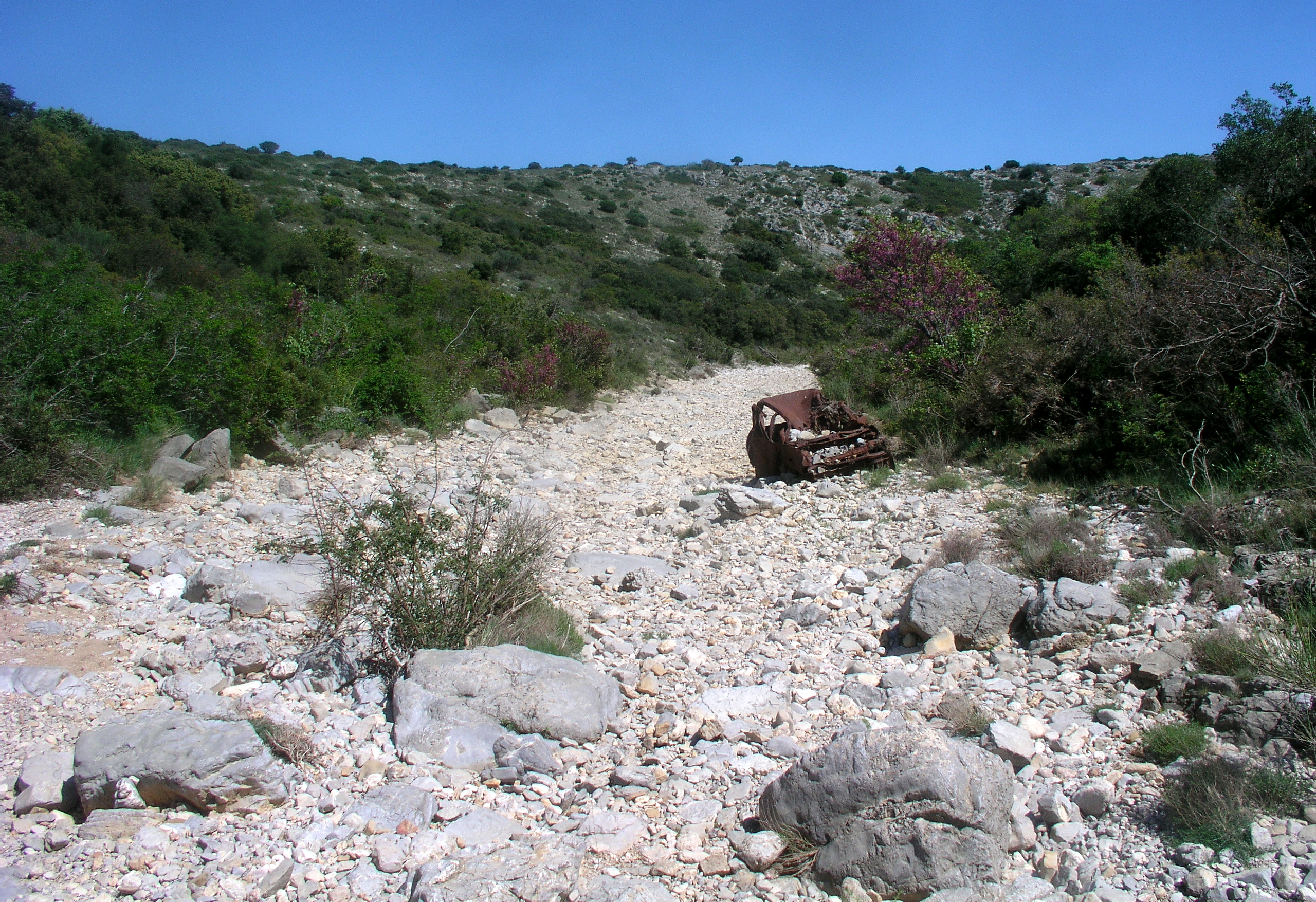
Lit du Coulazou à sec, en amont de Cournonterral.

La rivière est à sec pendant plusieurs mois de l'année sauf en période d'épisodes orageux où elle peut se transformer en torrent. Les autochtones disent : « Le Coulazou est ridicule tant qu'il n'est pas dangereux » et aussi en occitan « Quand lo Coulazou ven avant Totsants, ven nòu còps dins l'an » (« Quand le Coulazou vient avant Toussaint, il vient neuf fois dans l'année »)[réf. nécessaire].
Un test à la fluorescéine, effectué en plusieurs points par les hydrologues dans les années 1980, aurait révélé une sortie d'eau colorée, en mer, au large de la plage des Aresquiers, d'où l'extrême fragilité écologique du bassin de cette rivière.

## Aménagements et écologie
Dans sa traversée de Fabrègues, la rivière avait creusé la rive contre laquelle elle butait lors des crues. À ces endroits-là, son lit plus profond et plus large, formait un gorg (mot occitan signifiant « gouffre »). La plupart ont servi de piscine à de nombreuses générations d'habitants.
Cette rivière a été calibrée dans sa traversée de Fabrègues (années 1990-1992).